# Dacryodes breviracemosa
Dacryodes breviracemosa är en tvåhjärtbladig växtart som beskrevs av Cornelis Kalkman. Dacryodes breviracemosa ingår i släktet Dacryodes och familjen Burseraceae. Inga underarter finns listade i Catalogue of Life.